# Dennis Olsson
Dennis Olsson, né le 3 octobre 1994 à Sundsvall, est un footballeur suédois. Il évolue au poste d'arrière gauche avec le club du GIF Sundsvall.

## Biographie
Il inscrit un but en première division suédoise lors de la saison 2015. 

## Palmarès
- Vice-champion de Suède de D2 en 2014 avec le GIF Sundsvall